# ۱۱۳۶ (خورشیدی)
۱۱۳۶ هزار و صد و سی و ششمین سال هجری خورشیدی است.